# Балка Бермана
Балка Бермана — балка в Балаклавском и Гагаринском районах Севастополя в южной части Гераклейского полуострова, в трёх километрах на северо-восток от мыса Фиолент.

## Описание
Ориентирована с юго-востока на северо-запад. Истоки её находятся в двух километрах на запад от Высоты Горной (272 м), откуда она в северо-западном направлении сбегает до слияния с Фиолентовой балкой и впадения в Юхарину балку в одном километров на северо-запад от поселка Буря. По ходу своего течения балка вбирает в себя более мелкие балки, в число которых входят балки Монастырская и Солты. В настоящее время на склонах балки находятся садоводческие товарищества. В средней части балка пересекает Монастырское шоссе.

## История
Названа по имени Г. Н. Бермана, владельца хутора, располагавшегося здесь в конце XIX — начала XX века.
В балке находится археологический комплекс — второе по масштабу древнегреческое поселение Хоры Херсонеса на Гераклейском полуострове, существовавшее с IV века до н. э. и, с перерывами, как уже средневековое, до XIII—XV в, в настоящее время составляющее археологический парк, включающий четыре архитектурных комплекса. Исследования в этом районе велись в 1928-1929 годах под руководством К. Э. Гриневича, в 1980-х годах под руководством Г. М. Николаенко. В феврале 2016 года распоряжением правительства РФ № 206-р от 12.02.16 комплекс укрепленных сельскохозяйственных построек  Объект культурного наследия народов РФ федерального значения. Рег. № 921620447650006 (ЕГРОКН)в балке Бермана и усадьба  Объект культурного наследия народов РФ федерального значения. Рег. № 921610447760006 (ЕГРОКН) включен в единый государственный реестр объектов культурного наследия (памятников истории и культуры) народов Российской Федерации.

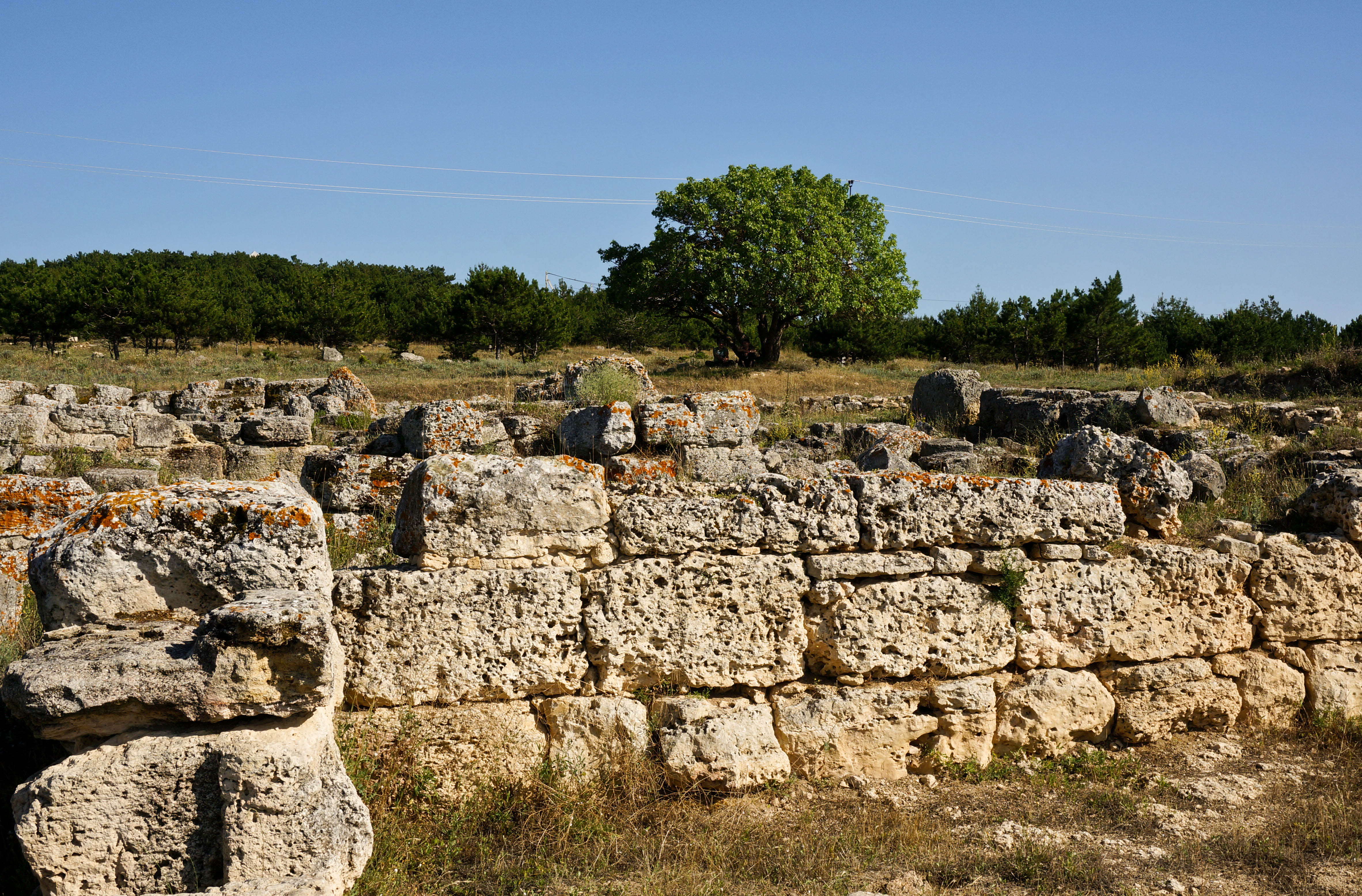
Комплекс укрепленных сельскохозяйственных построек Основной
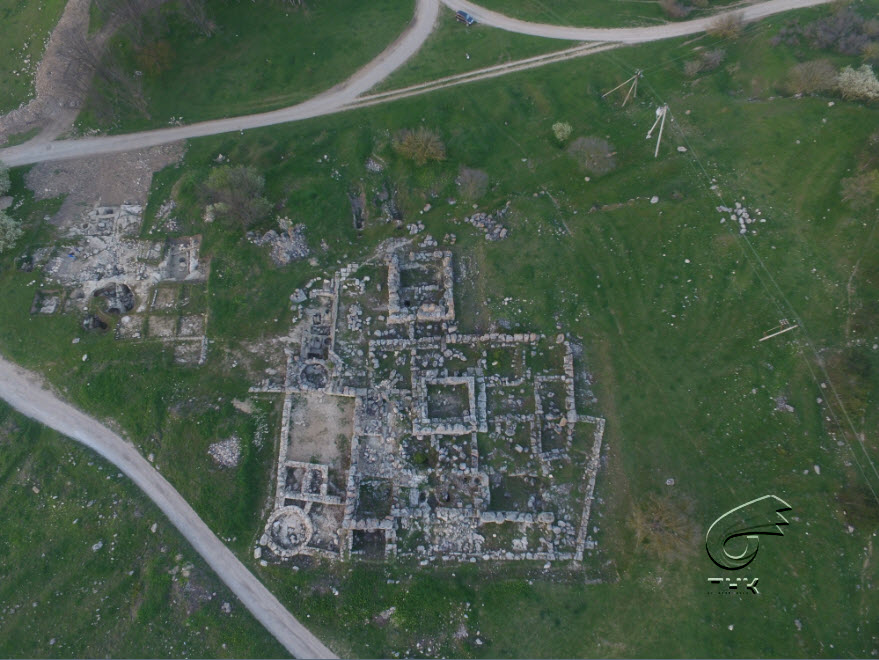
Комплекс укрепленных сельскохозяйственных построек. Вид с воздуха
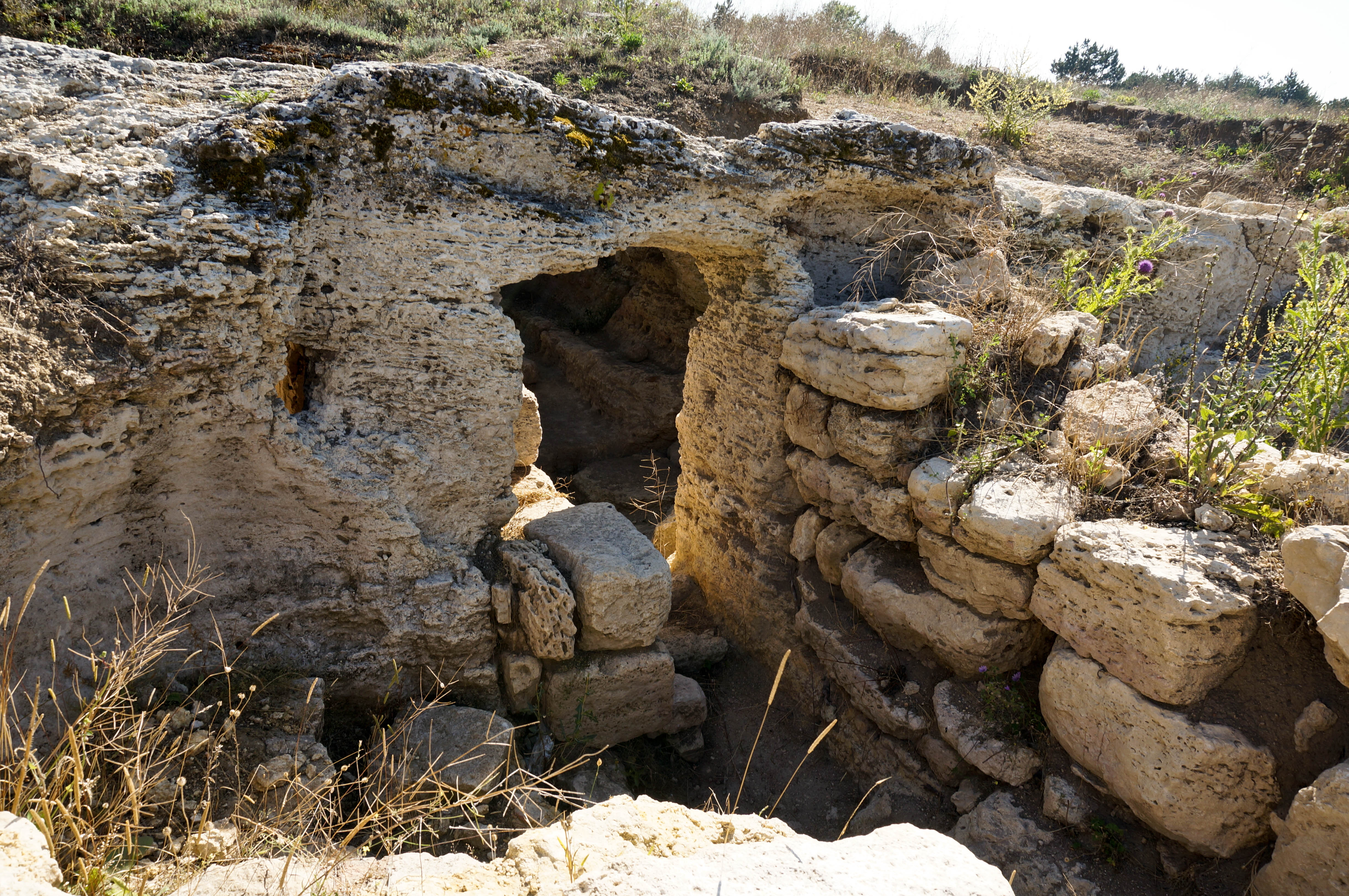
Комплекс укрепленных сельскохозяйственных построек Подземный-1

25 сентября 1946 года было начато строительство Батареи № 330 (объект «Буря»). Огневая полузакрытая позиция была расположена на возвышенности, в отроге балки Бермана на расстоянии двух километров к северу от мыса Фиолент и была оснащена двумя двухорудийными башенными установками МБ-2-180, которые находились на расстоянии 364,8 метра друг от друга. В 1951 году батарея № 330 была преобразована в 330-й отдельный артиллерийский башенный дивизион. В 1996 году 330-й отдельный артиллерийский башенный дивизион отошел Украине. В 2001 году огневая позиция была демонтирована, а орудийные стволы и башенная броня были сданы на металлолом. Командный пункт сохранился и используется Министерством обороны Российской Федерации.